# Anil Biswas (Politiker)
Anil Biswas ⓘ (genannt Keru, bengalisch: অনিল বিশ্বাস, Anil Biśbās; * 1. März 1944 in einem Dorf bei Karimpur im Distrikt Nadia; † 26. März 2006 in Kolkata) war ein indischer Politiker.
Er war seit 1962 in der Studentenbewegung aktiv und 1965 11 Monate lang inhaftiert. Im selben Jahr trat er der Communist Party of India (Marxist) (CPI(M)) bei. 1966 erwarb Biswas seinen Masterabschluss in Politikwissenschaft an der Calcutta University. Seit 1969 war er hauptberuflich Parteimitglied und Journalist beim Parteiorgan Ganashakti. Während des Ausnahmezustandes unter Indira Gandhi in den Jahren 1975/76 arbeitete er im Untergrund.
1978 wurde Anil Biswas Mitglied des Staatskomitees der CPI(M) von Westbengalen (West Bengal State Committee) und war seit 1982 im Staatssekretariat für Chief Minister Jyoti Basu tätig. Mitglied des Zentralkomitees seiner Partei wurde er 1983. Von 1983 bis 1998 fungierte er auch als Herausgeber des kommunistischen Parteiorgans Ganashakti.
Biswas wurde 1998 in das Politbüro der CPI(M) gewählt und übernahm das Amt des Sekretärs des westbengalischen Staatskomitees seiner Partei, das er bis zu seinem Tode innehatte. Biswas galt als einer der Hauptstrategen seiner Partei und veröffentlichte mehrere Schriften, insbesondere zu internationalen Themen. Er nahm an Auslandsreisen nach Russland, China, Nordkorea, Bangladesch, das Vereinigte Königreich und die Vereinigten Staaten teil.
Biswas starb an den Folgen eines Schlaganfalls, den er am 18. März 2006 erlitten hatte.